# Chōsokabe Motochika
En aquest nom japonès, el cognom és Chōsokabe.
Chōsokabe Motochika (en japonès: 長宗我部元親) (castell d'Okōjō, Província de Tosa (avui Nankoku, Prefectura de Kōchi) 1538 - 11 de juliol de 1599) va ser un dàimio, una mena de senyor feudal del període Sengoku del Japó. Va ser el líder del clan Chōsokabe, localitzat a la Província de Tosa.
El 1575, Motochika resultà victoriós durant la batalla de Watarigawa amb el qual va guanyar el control de la província de Tosa i al llarg d'una dècada va estendre la seva influència a Shikoku. El 1585 però, Hideyoshi Toyotomi va envair l'illa amb una força de cent mil homes comandats per Ukita Hideie, Kobayakawa Takakage, Kikkawa Motonaga, Toyotomi Hidenaga i Toyotomi Hidetsugu. Motochika es va rendir per la qual cosa li va ser concedit conservar Tosa.
Sota les ordres de Hideyoshi, Motoshika i el seu fill Nobuchika van participar durant el setge d'Odawara així com les invasions japoneses de Corea.